# Paterna del Río (kommunhuvudort)
Paterna del Río är en kommunhuvudort i Spanien.   Den ligger i provinsen Provincia de Almería och regionen Andalusien, i den södra delen av landet, 400 km söder om huvudstaden Madrid. Paterna del Río ligger 1 209 meter över havet och antalet invånare är 417.
Terrängen runt Paterna del Río är bergig norrut, men söderut är den kuperad. Terrängen runt Paterna del Río sluttar söderut. Runt Paterna del Río är det glesbefolkat, med 19 invånare per kvadratkilometer. Närmaste större samhälle är Berja, 19,5 km söder om Paterna del Río. Omgivningarna runt Paterna del Río är i huvudsak ett öppet busklandskap.